# Out of the Blue (Electric Light Orchestra)
Out of the Blue is het zevende studioalbum van de Britse rockgroep Electric Light Orchestra, uitgebracht in 1977. Het album is geschreven en geproduceerd door ELO-frontman Jeff Lynne en is een van de meest succesvolle albums van de band.

## Geschiedenis
Jeff Lynne schreef het hele album in drie en een halve week na een plotselinge vlaag van creativiteit terwijl hij verbleef in een chalet in de Zwitserse Alpen. Het duurde nog eens twee maanden om het album op te nemen in München.
Snel na het uitbrengen van Out of the Blue bereikte het album een multi-platinastatus. Het bracht vijf hitsingles voort en is ELO's commercieel succesvolste studioalbum.  Ook was het in het Verenigd Koninkrijk het eerste dubbelalbum ooit waarvan vier top 20-singles afkomstig waren.
Kant 3 van de originele dubbel-lp bestaat uit Concerto for a Rainy Day, vier nummers die samen een symfonische suite vormen, met als thema het weer.
Lynne beschouwt A New World Record en Out of the Blue als de belangrijkste prestaties van de groep. en beide albums verkochten zeer goed. The Daily Mirror Rock and Pop Awards (voorloper van de Brit Awards) verkoos Out of the Blue tot album van het jaar in 1978. Jeff Lynne ontving voor het album zijn eerste Ivor Novello Award for Outstanding Contributions to British Music in hetzelfde jaar.

## Nummers
Alle nummers zijn geschreven door Jeff Lynne.

| Nr. | Titel               | Duur |
| --- | ------------------- | ---- |
| 1.  | Turn to Stone       | 3:47 |
| 2.  | It's Over           | 4:08 |
| 3.  | Sweet Talkin' Woman | 3:47 |
| 4.  | Across the Border   | 3:52 |

| Nr. | Titel             | Duur |
| --- | ----------------- | ---- |
| 1.  | Night in the City | 4:02 |
| 2.  | Starlight         | 4:30 |
| 3.  | Jungle            | 3:51 |
| 4.  | Believe Me Now    | 1:21 |
| 5.  | Steppin' Out      | 4:38 |

| Nr. | Titel                | Duur |
| --- | -------------------- | ---- |
| 1.  | Standin' in the Rain | 4:20 |
| 2.  | Big Wheels           | 5:10 |
| 3.  | Summer and Lightning | 4:13 |
| 4.  | Mr. Blue Sky         | 5:05 |

| Nr. | Titel              | Duur |
| --- | ------------------ | ---- |
| 1.  | Sweet Is the Night | 3:26 |
| 2.  | The Whale          | 5:05 |
| 3.  | Birmingham Blues   | 4:21 |
| 4.  | Wild West Hero     | 4:40 |

De 30th Anniversary Edition werd uitgebracht op 20 februari 2007 met drie bonustracks.

| Nr. | Titel                                         | Duur |
| --- | --------------------------------------------- | ---- |
| 18. | Wild West Hero (Alternate Bridge - Home Demo) | 0:24 |
| 19. | The Quick and the Daft                        | 1:49 |
| 20. | Latitude 88 North                             | 3:24 |

Jeff Lynne
Roy Wood · Bev Bevan · Bill Hunt · Steve Woolam · Rick Price · Richard Tandy · Mike Edwards · Wilfred Gibson · Hugh McDowell · Andy Craig · Colin Walker · Mike de Albuquerque · Mik Kaminski · Louis Clark · Kelly Groucutt · Melvyn Gale · Dave Morgan · Martin Smith · Marc Mann · Matt Bissonette · Gregg Bissonette · Peggy Baldwin · Sarah O'Brien · Rosie Vela